# Пограничный отряд

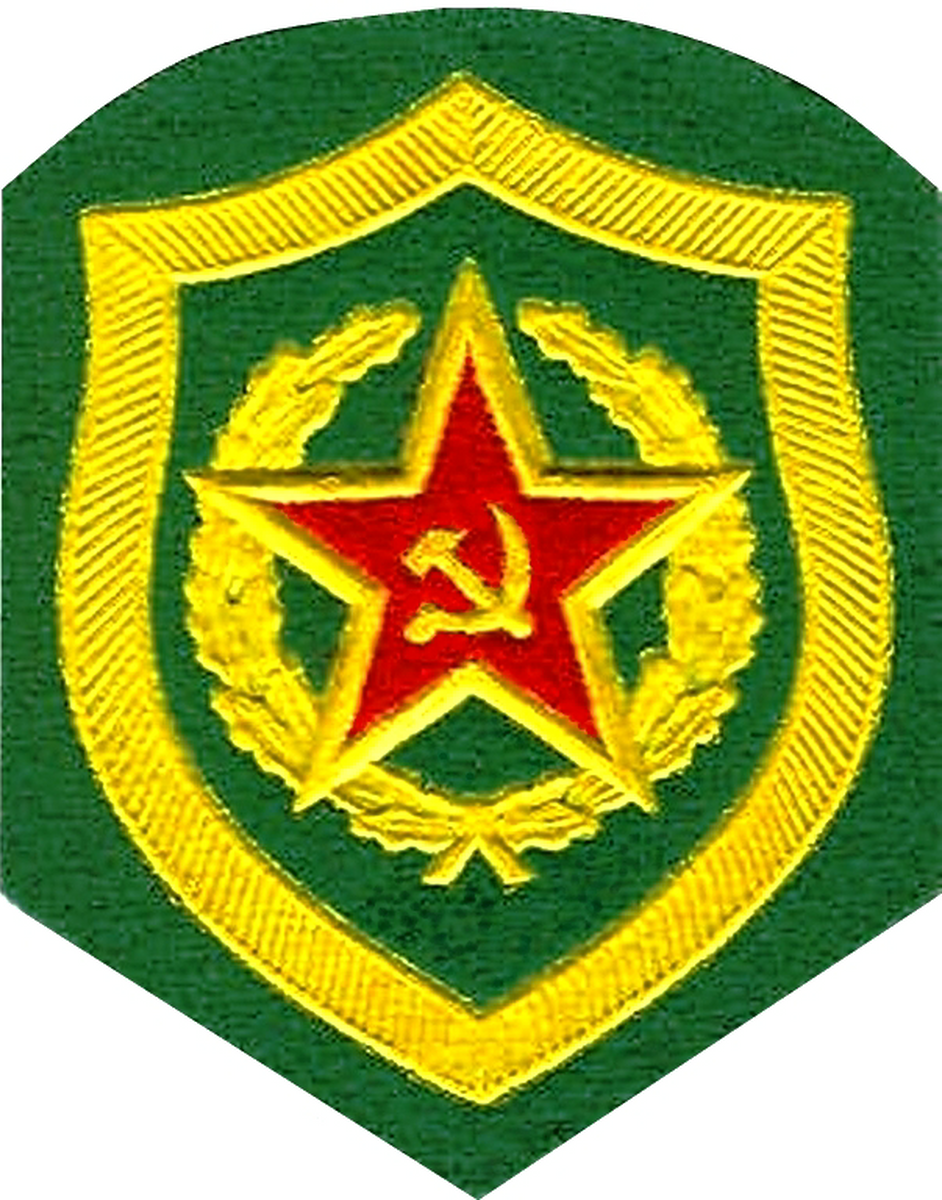
Нарукавный знак (общевойсковой) пограничных войск КГБ СССР с 1969 года.

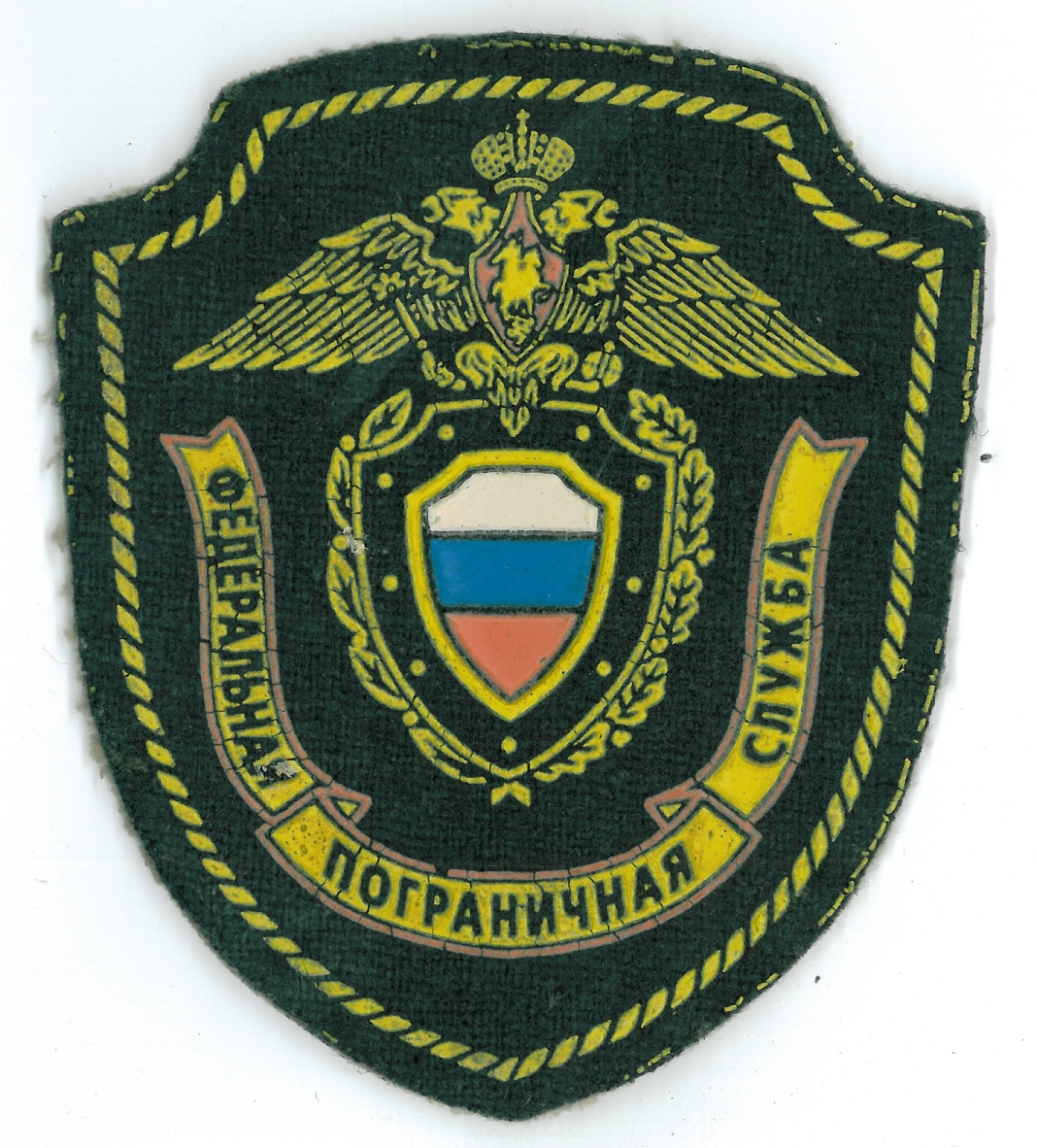
Нарукавный знак с эмблемой ФПС России, действовавший с 1995 по 2003 годы.

Пограничный отряд (пого, ранее - по) — оперативно-боевое, административно-хозяйственное формирование, основной тип соединения пограничных служб некоторых стран бывшего СССР, а на прошедших исторических этапах — пограничных войск КГБ СССР, пограничных войск ФПС России (1993—2003), пограничных войск ПС ФСБ России (2003—2004).

## Предназначение пограничного отряда
Основными задачами пограничного отряда являются:
- обеспечение контроля за соблюдением режима государственной границы (пограничного режима);
- своевременное вскрытие и недопущение нарушения границы;
- пресечение разведывательно-подрывной (диверсионной) деятельности спецслужб зарубежных государств;
- проведение войсковых, оперативно-розыскных и режимных мероприятий в автономном порядке либо во взаимодействии с соединениями пограничных сторожевых кораблей (катеров), авиационными и другими частями, а также привлечением территориальных формирований и при помощи местного населения проживающего в приграничье;
- охрана морских биологических ресурсов исключительной экономической зоны[5].

## Подчинённость и состав
Пограничный отряд является структурной единицей регионального управления, пограничной группы.
В пограничных войсках КГБ СССР пограничные отряды входили в состав пограничных округов.
Штат пограничного отряда, протяжённость участка под его охраной зависят от военно-политической и оперативной обстановки, межгосударственных отношений с сопредельной державой, рельефа (типа) участка границы и других обстоятельств.
В состав пограничного отряда входят пограничные комендатуры, пограничные заставы, контрольно-пропускные пункты, оперативного органа, инженерных подразделений, подразделений технического обеспечения и тыла, подразделений связи.
В зависимости от ситуации на государственной границе в состав отряда могут включаться:
- мотоманёвренные (манёвренные) группы;
- десантно-штурмовые манёвренные группы;
- артиллерийские подразделения;
- другие подразделения.

Также для пограничному отряду могут придаваться:
- подразделения вертолётов;
- подразделения пограничных сторожевых кораблей (катеров).

Часть штатных подразделений и подразделений усиления (приданых) составляют тактический резерв Начальника пограничного отряда.
Пограничному отряду присваиваются такие атрибуты боевой воинской части как номер войсковой части и Боевое знамя.

## История
Предшественником пограничных войск был Отдельный корпус пограничной стражи — формирование Российской империи, предназначенное для охраны границ, созданный указом Александра III в 1893 году путём выделения в особое формирование Отделения пограничного надзора Департамента таможенных сборов Министерства финансов Российской империи.
Корпус делился по территориальному признаку на округа (было создано 7 округов), затем на бригады, затем на отделы. Отделы делились на отряды и посты.
После революции в 1917 году, корпус ещё продолжал выполнять задачи по охране государственной границы. В начале 1920-х годов, когда еще продолжалась гражданская война, охрана государственной границы была возложена на регулярные части Красной Армии. Позднее с привлечением сотрудников окПС была организована полноценная пограничная служба.
Накануне Великой Отечественной войны, все пограничные отряды в основном имели однотипную организацию (штат) и вооружение. Погранотряд включал 4—5 пограничных комендатур, каждая из которых объединяла 4 пограничные заставы, резервную пограничную заставу и управление пограничной комендатуры, также в пограничный отряд входила манёвренная группа (150—250 человек) состоявшая из управления и 3—5 пограничных застав (по 50 человек личного состава каждая) и Школа сержантского состава погранотряда (насчитывала 70—100 человек).
По состоянию на 1991 год в СССР существовало 83 пограничных отряда, которые входили в состав 10 пограничных округов, за исключением Отдельного Арктического пограничного отряда и 105-го отдельного пограничного отряда на территории Германии. Существовали также 5 учебных пограничных отрядов для подготовки специалистов пограничных войск.

## Пограничные отряды на современном этапе
В Российской Федерации, в результате реформы Пограничной службы ФСБ, пограничные отряды были упразднены. 
В большинстве республик бывшего СССР, пограничные отряды продолжают существовать и функционировать.
В Российской Федерации, с 2004 года из состава пограничных отрядов была выведена войсковая составляющая. Пограничные войсковые части были упразднены. Пограничные соединения, ранее именовавшиеся пограничными отрядами, в системе Пограничной службы ФСБ России были переименованы в пограничные управления (ПУ) ФСБ России по субъектам Российской Федерации (по направлениям), в которых Пограничные управления дислоцируются.
По состоянию на 2010 год в пограничных службах государств СНГ содержались пограничные отряды в следующем количестве:
- Республика Беларусь — 8;
- Республика Казахстан — 19[11];
- Туркменистан — 8;
- Республика Узбекистан — 10;
- Республика Таджикистан — 10;
- Республика Армения — 4;
- Азербайджан — 6;
- Киргизская Республика — 3;
- Украина — 16 сухопутных и 1 морской[12].